# Kispirit
Kispirit is een plaats (község) en gemeente in het Hongaarse comitaat Veszprém. Kispirit telt 98 inwoners (2001).